# Pallissó

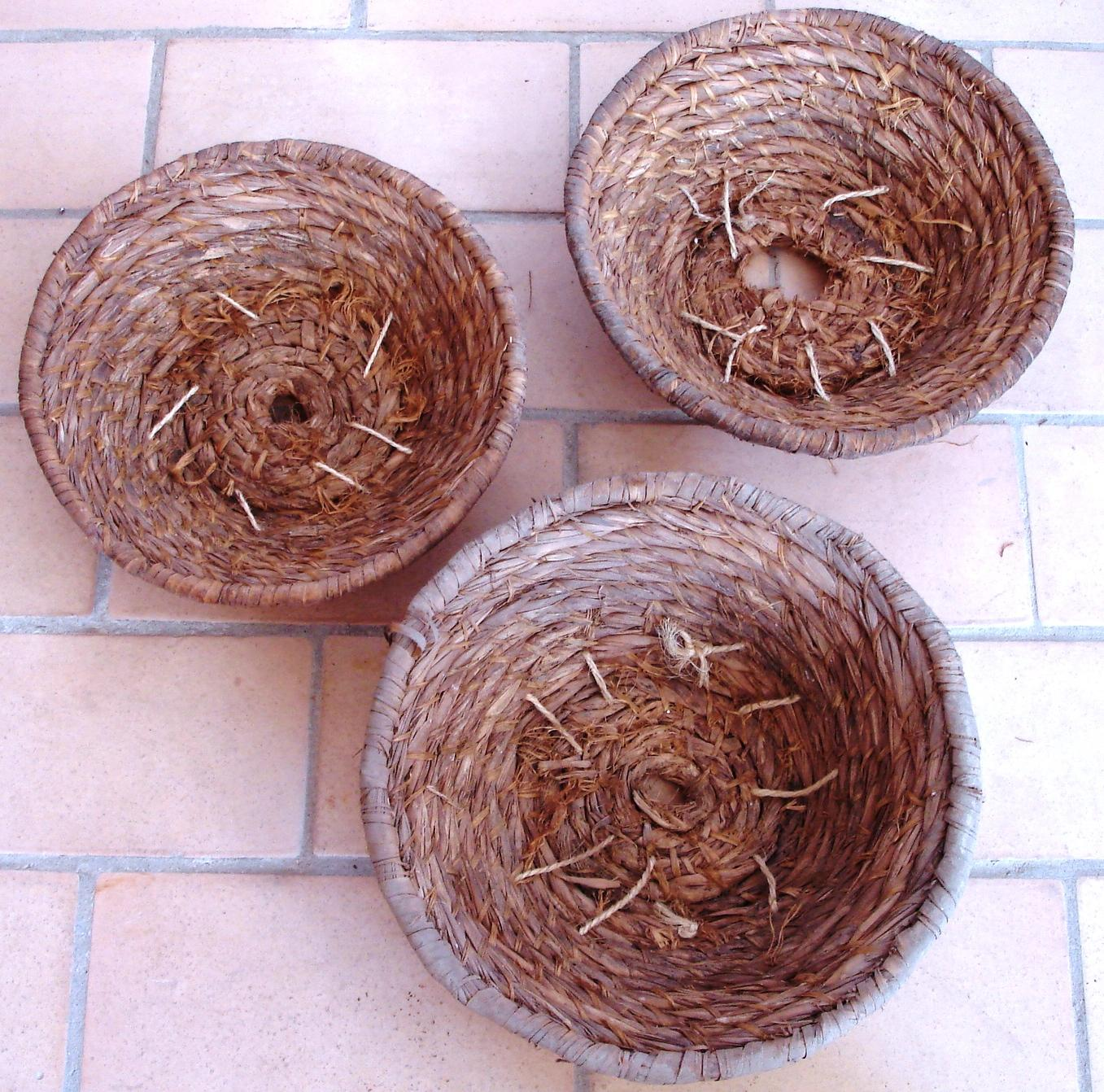
El Pallissó del forn de Ca la Flora, a l'Ecomuseu-Farinera de Castelló d'Empúries.

Un pallissó és un recipient semiesfèric, un cabàs petit, fet de fibra de cànem dins del qual es posava la massa de pa per tal que fermentés, adoptés la forma rodona i fos més fàcil traslladar-lo fins al forn.
El pallissó tant es podia trobar en els forns antics com també a les cuines de les cases de pagès. A les cuines hi havia una taula pastera on es pastava el pa. Un cop pastat, el pa es guardava dins dels pallissons perquè llevés i llavors si el mas tenia forn es posava a coure, si no en tenia es portava a coure als forns públics. On amb un marcador de pa es controlava a quina família pertanyia cada pa.
Avui en dia encaren els forners empren els pallissons. N'hi ha de diversos materials: Fusta, plàstic... en diverses grandàries i diferents formes: Ovalades, allargades, etc.

## Elaboració del pa

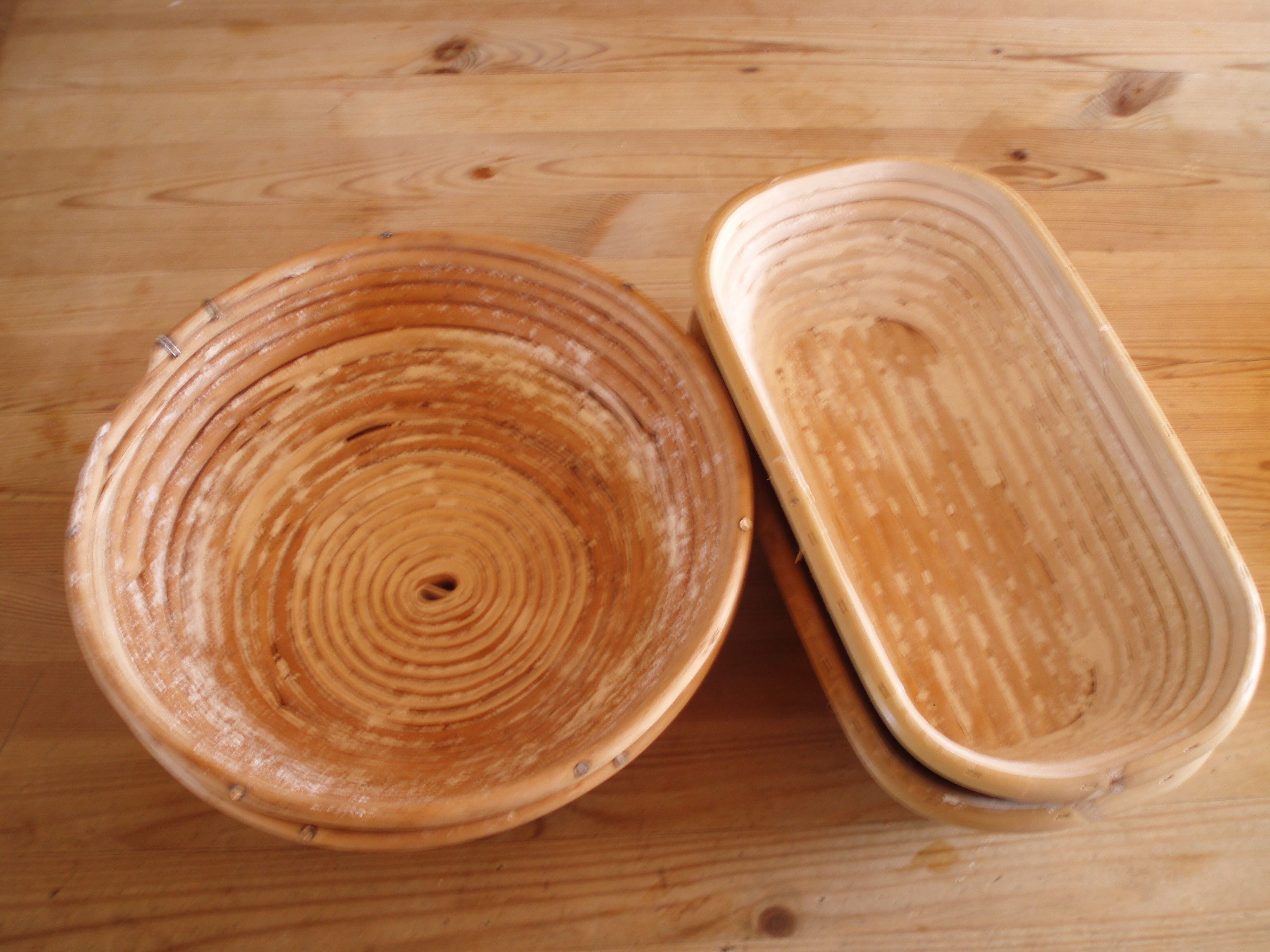
Un altre tipus de pallissó

Per tal d'elaborar pa cal fer una pasta a partir d'aigua, farina, sal i llevat. Un cop feta la pasta, es pesa i es deixa reposar, fins que s'ha doblat o triplicat. Llavors s'amassa. El primer pas és funyir-la, és a dir, donar-li la forma. A continuació aquesta massa es posa sobre d'un telot o tros de roba i tot seguit dins d'un pallissó. Un cop el forn està calent, cal aguantar el telot, fer una sacsejada al pallissó, i posar la pasta sobre la pala d'enfornar. A sobre de la pala mateix, el forner, fa uns talls a la part superior de la pasta, per tal que el pa engrandeixi i no exploti. I llavors ja només cal anar col·locant dins del forn els pans intercalats, començant pels pans de dos quilos, després els d'un quilo, etc. Tan aviat com els pans s'han posat dins del forn, els pallissons s'ha d'anar apilant i penjant els telots, per tal d'eixugar-los, ja que queden humits a causa de la pasta de pa.

## Presència a museus
A l'Ecomuseu-Farinera de Castelló d'Empúries es conserven uns pallissons que havien pertangut al Forn de Ca la Flora, al carrer Oliva, núm. 29 de Figueres. Un emblemàtic establiment d'aquesta ciutat regentat pel flequer Aniceto Velaz i la seva esposa, Flora Sicart, des de 1951 fins a 1986. En aquest establiment tenien l'obrador per fer el pa. Però a més a més del pa també venien queviures, cereals i carbó, era un petit colmado. La família d'Anna Vèlaz i Sicart en feu donació a l'Ecomuseu-Farinera de Castelló d'Empúries, el mes de juliol de 2006.